# Episodi de La casa nella prateria (prima stagione)
La prima stagione della serie televisiva La casa nella prateria è stata trasmessa dalla NBC dall'11 settembre 1974 al 7 maggio 1975.
Siamo negli anni 70 del XIX secolo. Charles Ingalls con la moglie Caroline e le figlie Mary Amelia (quasi adolescente), Laura Elisabeth (10 anni) e la piccola Carrie (Caroline-Celestia 4 anni) dopo un lungo viaggio in carro, non privo di intoppi, attraverso vari stati dell'America, si stabilisce nei pressi del villaggio di Walnut Grove.
La serie è liberamente ispirata alle storie narrate da Laura Ingalls Wilder a partire dal quarto dei nove libri della collana "Little house on the prairie" (La piccola casa nella prateria). Mentre nei racconti successivi la famiglia Ingalls si trasferisce in Sud Dakota, quasi tutte le puntate della serie TV si svolgono nello stesso luogo, a Walnut Grove.
In Italia alcuni episodi di questa stagione sono stati mandati in onda per la prima volta dalla Rete 1 RAI nel 1977. Nella prima diffusione italiana gli episodi sono stati divisi in due parti e non sono stati trasmessi nell'ordine cronologico originale. Gli episodi rimasti inediti vennero trasmessi dalle televisioni locali nel 1979 doppiati da un altro cast di doppiatori.
| nº | Titolo originale                | Titolo italiano               | Prima TV USA      | Prima TV Italia   |
| -- | ------------------------------- | ----------------------------- | ----------------- | ----------------- |
| 1  | A Harvest of Friends            | L'arrivo a Plum Creek         | 11 settembre 1974 | 30-31 marzo 1977  |
| 2  | Country Girls                   | Primo giorno di scuola        | 18 settembre 1974 | 1º-2 aprile 1977  |
| 3  | 100 Mile Walk                   | La grandinata                 | 25 settembre 1974 | 4-5 aprile 1977   |
| 4  | Mr. Edward's Homecoming         | Il ritorno di Edward          | 2 ottobre 1974    | 16 ottobre 1979   |
| 5  | The Love of Johnny Johnson      | Amore per Johnny Johnson      | 9 ottobre 1974    | 19 ottobre 1979   |
| 6  | If I Should Wake Before I Die   | Un insolito funerale          | 23 ottobre 1974   | 2 novembre 1979   |
| 7  | Town Party-Country Party        | Una nuova amicizia            | 30 ottobre 1974   | 6-7 aprile 1977   |
| 8  | Ma's Holiday                    | Mamma va in vacanza           | 6 novembre 1974   | 8-9 aprile 1977   |
| 9  | School Mom                      | Supplenza difficile           | 13 novembre 1974  | 28 ottobre 1979   |
| 10 | The Racoon                      | L'animale selvatico           | 20 novembre 1974  | 11-12 aprile 1977 |
| 11 | The Voice of Tinker Jones       | La voce di Tinker Jones       | 4 dicembre 1974   | 9 novembre 1979   |
| 12 | The Award                       | Il premio                     | 11 dicembre 1974  | 26 ottobre 1979   |
| 13 | The Lord Is My Shepherd: Part 1 | Il rimorso di Laura - parte 1 | 18 dicembre 1974  | 13 novembre 1979  |
| 14 | The Lord Is My Shepherd: Part 2 | Il rimorso di Laura - parte 2 | 18 dicembre 1974  | 16 novembre 1979  |
| 15 | Christmas at Plum Creek         | Natale a Plum Creek           | 25 dicembre 1974  | 14 ottobre 1979   |
| 16 | Family Quarrel                  | Litigi in famiglia            | 15 gennaio 1975   | 21 ottobre 1979   |
| 17 | Doctor's Lady                   | Matrimonio mancato            | 22 gennaio 1975   | 23 ottobre 1979   |
| 18 | Plague                          | L'epidemia                    | 29 gennaio 1975   | 15-16 aprile 1977 |
| 19 | Circus Man                      | La polvere curativa           | 5 febbraio 1975   | 13-14 aprile 1977 |
| 20 | Child of Pain                   | Un bambino maltrattato        | 12 febbraio 1975  | 18-19 aprile 1977 |
| 21 | Money Crop                      | L'agronomo                    | 19 febbraio 1975  | 21-22 aprile 1977 |
| 22 | Survival                        | L'indiano ribelle             | 26 febbraio 1975  | 22-23 aprile 1977 |
| 23 | To See the World                | Avventura in paese            | 5 marzo 1975      | 30 ottobre 1979   |
| 24 | Founder's Day                   | Gara di taglialegna           | 7 maggio 1975     | 26-27 aprile 1977 |

Cast regolare:

Michael Landon (Charles Ingalls)
Karen Grassle (Caroline Quiner Ingalls)
Melissa Gilbert (Laura Ingalls)
Melissa Sue Anderson (Mary Ingalls)
Lindsay e Sidney Greenbush (Carrie Ingalls)

## L'arrivo a Plum Creek
- Titolo originale: A Harvest of Friends
- Diretto da: Michael Landon
- Scritto da: John Hawkins (soggetto); John Hawkins e William Putman (sceneggiatura)

### Trama
Nell'America del 1870, dopo la guerra di secessione, la famiglia Ingalls, composta da Charles, sua moglie Caroline e le figlie Laura, Mary e Carrie, decide di metter su casa in una località pianeggiante vicino ad un ruscello (Plum Creek) a qualche miglio da Walnut Grove, un paesino del sud Minnesota di qualche centinaio di abitanti; l'intenzione di Charles è di fare il contadino e mantenere la sua famiglia principalmente coi proventi derivati dalla coltivazione del grano, ed il lavoro col legname (in cui l'uomo è molto abile) nella ditta del signor Hanson; quindi la prima spesa da fare è un aratro.
- Guest Star: Ramon Bieri (Liam O'Neil)

## Primo giorno di scuola
- Titolo originale: Country girls
- Diretto da: William F. Claxton
- Scritto da: Juanita Bartlett

### Trama
Laura e Mary iniziano a frequentare la scuola, trovano una dolce e brava insegnante (Miss Beadle) e fanno amicizia con nuovi compagni tranne che con i viziati figli dei commercianti più ricchi del paese: Nellie e Willie Oleson.

## La grandinata
- Titolo originale: 100 mile walk
- Diretto da: William F. Claxton
- Scritto da: Ward Hawkins

### Trama
Una forte grandinata distrugge quasi totalmente il primo raccolto di grano degli Ingalls e Charles è costretto a partire in cerca di lavoro; trova un pericoloso impiego per le ferrovie, mentre a Walnut Grove le donne, guidate da Caroline, escogitano un modo per salvare quel che resta del grano.
- Guest Star: Don Knight (Jack Peters), Dee Anne (Peggy Peters), Lance Kerwin (Danny Peters), Richard Hurst (Jacob Jacobsen), Eve Brent (Elna Jacobsen), Bill Zuckert (Tom Cassidy), Celia Milius (Willa Sweeney)

## Il ritorno di Edwards
- Titolo originale: Mr. Edwards' Homecoming
- Diretto da: Michael Landon
- Scritto da: Joel Murcott

### Trama
Mentre Charles è a Mankato incontra il signor Edwards e lo invita a Walnut Grove. Caroline cerca di incoraggiare un avvicinamento tra Edwards e Grace Snider, ma riesce solo ad essere d'intralcio perché Edwards è perfettamente in grado di conquistarla da solo.

## Amore per Johnny Johnson
- Titolo originale: The Love of Johnny Johnson
- Diretto da: William F. Claxton
- Scritto da: Gerry Day

### Trama
Laura s'innamora di un nuovo studente, Johnny Johnson. Johnny però, che è molto più grande di Laura, è interessato a Mary. Benché Mary non lo ricambi, il comportamento di Laura crea tensioni fra le due sorelle.
- Guest Star: Mitch Vogel (Johnny Johnson)

## Un insolito funerale
- Titolo originale: If I Should Wake Before I Die
- Diretto da: Victor French
- Scritto da: Harold Swanton

### Trama
Un'anziana signora decide di fingersi morta per far tornare i suoi figli lontani e riunire la sua famiglia un'ultima volta. Gli Ingalls e il dottor Baker saranno costretti ad aiutarla nell'impresa...
- Guest Star: Josephine Hutchinson (Amy Hearn), Ruth McDevitt (Maddie)

## Una nuova amicizia
- Titolo originale: Town Party-Country Party
- Diretto da: Alf Kjellin
- Scritto da: Juanita Bartlett

### Trama
A scuola arriva una nuova bambina di nome Olga che zoppica e se ne sta sempre in disparte senza partecipare mai ai giochi dell'intervallo. Un giorno per il compleanno di Nellie Laura ci fa amicizia, perché si è fatta momentaneamente male alla caviglia, e scopre che l'amica non è poi tanto male come sembrava. E mentre ritornano a casa Olga mettendo la gamba più corta su un'asse di legno smette di zoppicare. Laura riferisce tutto al padre che si propone nel realizzare uno scarpa apposta per la bambina, ma il padre di Olga non è tanto d'accordo...
- Guest Star: Maya Van Horn (Helga Nordstrom), Jan Merlin (Jon Nordstrom), Kim Richards (Olga Nordstrom)

## Mamma va in vacanza
- Titolo originale: Ma's Holiday
- Diretto da: Leo Penn
- Scritto da: Dale Eunson

### Trama
Charles e Caroline decidono di partire per una seconda luna di miele e affidano le figlie al signor Edwards. La vacanza però non va troppo bene perché Caroline continua a preoccuparsi per le figlie e il signor Edwards, più di una volta, si trova in difficoltà con le ragazze.

## Supplenza difficile
- Titolo originale: School Mom
- Diretto da: William F. Claxton
- Scritto da: Jean Rouverol (soggetto); Ward Hawkins (sceneggiatura)

### Trama
A Caroline, che ha un passato da insegnante, viene chiesto di sostituire temporaneamente la signorina Beadle, vittima di un infortunio. Porterà a termine il suo incarico superando l'iniziale diffidenza dei bambini e della signora Oleson, nonché le sgradevoli interferenze della stessa Harriet, e riuscendo a far sì che Abel, un ragazzo più grande e corpulento degli altri e solo apparentemente ritardato, creda in sé stesso, impari a leggere e scrivere e frequenti regolarmente la scuola. Alla fine, Caroline si commuoverà per l'omaggio tributatole dai bambini.
- Guest Star: Dirk Blocker (Abel Macay), Kelly Thordsen (Baker Macay)

## L'animale selvatico
- Titolo originale: The Racoon
- Diretto da: William F. Claxton
- Scritto da: Joseph Bonaduce

### Trama
Mary si sente in colpa per aver causato la rottura della bambola di Laura e quando nel bosco trova un cucciolo di procione, decide di regalarlo alla sorella. Laura lo addomesticherà ma verrà morsa assieme al cane Jack che inizierà a stare male. Mary racconta tutto a suo padre che teme che la figlia abbia preso la rabbia...

## La voce di Tinker Jones
- Titolo originale: The Voice of Tinker Jones
- Diretto da: Leo Penn
- Scritto da: Tony Kayden e Michael Russnow

### Trama
La chiesa del paese (lo stesso edificio che durante la settimana è adibito a scuola) necessita di una campana.
La signora Oleson si offre per donare una grande campana, in cambio di una targa che ne ricordi la generosità. Mentre la metà dei residenti si rifiuta di accettare, l'altra metà li ritiene degli ingrati. Con l'aiuto di un ragazzo muto che sa fondere il rame, "Tinker" Jones, i bambini decidono di creare la campana per conto proprio, sacrificando i loro giocattoli in metallo.
- Guest Star: Chuck McCann (Tinker Jones), Wayne Heffley (Mr. Kennedy), Sean Penn (uno dei bambini)

## Il premio
- Titolo originale: The Award
- Diretto da: William F. Claxton
- Scritto da: Michael Landon

### Trama
Mary vuole a tutti i costi vincere un premio scolastico, ma per ottenerlo deve mentire alla madre.

## Il rimorso di Laura
- Titolo originale: The Lord Is My Shepherd
- Diretto da: Michael Landon
- Scritto da: Michael Landon

### Trama
Episodio in due parti:
Parte 1: Caroline rimane incinta e dà alla luce il piccolo Frederick Charles, finalmente un maschietto dopo tre femmine; Laura prova sentimenti di gelosia per le attenzioni del padre nei confronti del fratellino e si rifiuta di pregare per la sua buona salute. Quando il piccolo si ammala, e successivamente muore, Laura si sente in colpa; a seguito di un sermone del reverendo Alden sui miracoli, la bambina decide di scappare per pregare Dio avvicinandosi il più possibile a lui.
Parte 2: Charles, disperato, cerca la figlia con Isaiah, mentre Laura sale su una montagna dove conosce Jonathan, un eremita a cui racconta tutto e al quale rivela di voler offrire la propria vita a Dio per riavere indietro quella del piccolo Charles. Jonathan le fa capire che sta sbagliando...
- Guest Star: Ernest Borgnine (Jonathan)

## Natale a Plum Creek
- Titolo originale: Christmas at Plum Creek
- Diretto da: William F. Claxton
- Scritto da: Arthur Heinemann

### Trama
Gli Ingalls fanno di tutto per mantenere segreti i propri regali di Natale, perfino la piccola Carrie riesce a dare un piccolo contributo; per rendere felice la madre e farle avere la stufa per la cucina che tanto desidera, Laura si rende disponibile a rinunciare alla sua amata cavalla Bunny, oggetto dei desideri di Nellie, concertando uno scambio alla pari col signor Oleson.

## Litigi in famiglia
- Titolo originale: Family Quarrel
- Diretto da: William F. Claxton
- Scritto da: Ward Hawkins

### Trama
Per gli Oleson è tempo di crisi: e quando Caroline porta le uova ad Harriet assiste al litigio che determinerà l'imminente separazione. Nonostante le incomprensioni tra gli Oleson e gli Ingalls saranno proprio questi ultimi a farli ragionare e impedire il divorzio...

## Matrimonio mancato
- Titolo originale: Doctor's Lady
- Diretto da: Lewis Allen
- Scritto da: Arthur Heinemann e Ann Beckett (soggetto); Arthur Heinemann (sceneggiatura)

### Trama
Il circa cinquantenne dott. Hiram Baker si innamora, ricambiato, della giovane Kate, nipote di Harriet Oleson, e comincia a corteggiarla. Purtroppo la differenza d'età per lui diventa un problema...
- Guest Star: Anne Archer (Kate Thorvald)

## L'epidemia
- Titolo originale: Plague
- Diretto da: William F. Claxton
- Scritto da: William Keys e Michael Landon (soggetto); Michael Landon (sceneggiatura)

### Trama
Il tifo contagia gli abitanti di Walnut Grove. Alla fine si scopre che erano i topi sui sacchi del grano che tutti mangiavano. Charles ed il Dottor Baker scoprono tutto, guariscono con dell'incenso e con le medicine i contagiati sopravvissuti ed uccidono i topi, bruciandoli come i sacchi di grano e come tutto l'edificio dove stavano tutti insieme.
- Guest Star: Matt Clark (Eric Boulton), Leslie Landon (ragazza malata di tifo), Bill Quinn (anziano malato di tifo)

## La polvere curativa
- Titolo originale: Circus Man
- Diretto da: Victor French
- Scritto da: Preston Wood e Ward Hawkins (soggetto); Ward Hawkins (sceneggiatura)

### Trama
Gli Ingalls conoscono O'Hara, un girovago a cui permettono di sostare col suo carro nella loro proprietà. Oltre a fare spettacoli con un corvo ed una scimmia, O'Hara pubblicizza una polvere miracolosa che conquisterà gli abitanti di Walnut Grove facendo concorrenza ai rimedi del dottor Baker. Laura gli si affeziona credendo ciecamente a ciò che dice. Ma quando il cane Jack rimarrà ferito da un carro, il circense sarà costretto a dirle la verità...
- Guest Star: Red Buttons (William O'Hara)

## Un bambino maltrattato
- Titolo originale: Child of Pain
- Diretto da: Victor French
- Scritto da: John Meston

### Trama
La signorina Beadle scopre che un suo studente, il piccolo Graham Stewart, viene maltrattato dal padre alcolizzato. La comunità si riunisce per decidere il da farsi, c'è chi vorrebbe aiutare il padre e chi vorrebbe allontanarlo per sempre dal figlio ma John, il padre del bambino, si presenta ubriaco e dopo un breve scontro con Charles torna a casa col bambino che nonostante tutto vuole rimanere con lui. Quando però viene superato il limite e la vita del bambino viene messa in pericolo, lo stesso John chiede alla comunità di aiutarlo. Il consiglio decide così di agire allontanandoli e gli Ingalls porteranno a casa propria il ragazzo mentre Charles rimarrà col padre tutto il tempo necessario a fargli smettere di bere. Dopo l'iniziale sofferenza dovuta all'astinenza dell'uomo, questi grazie all'aiuto di Charles si riprende e apre il suo cuore con il suo nuovo amico, confessandogli che per anni ha considerato suo figlio colpevole della morte di sua moglie, deceduta dandolo alla luce, ma che solo adesso ha capito che Graham è il regalo più bello che la donna gli ha lasciato. Il ragazzino intanto fatica a legare con le figlie di Charles e sente la mancanza di suo padre, in compenso si affeziona molto a Caroline. Alla fine, padre e figlio si riuniscono e Charles riabbraccia la sua famiglia.
- Guest Star: Harris Yulin (John Stewart), Johnny Lee (Graham Stewart), Matt Clark (Eric Boulton), Wayne Heffley (Sig. Kennedy)

## L'agronomo
- Titolo originale: Money Crop
- Diretto da: Leo Penn
- Scritto da: John Meston (soggetto); Ward Hawkins (sceneggiatura)

### Trama
Joseph Coulter è un agronomo che ha messo in pratica i suoi studi coltivando dell'ottimo granoturco. Assieme a Charles riunisce i contadini del paese proponendo di fare come lui per abbattere i costi sostituendo il mais al grano e acquistando i semi ad un buon prezzo dal suocero a Minneapolis. Tutti affidano il proprio denaro a Coulter, ma iniziano a diffidare di lui quando non lo vedono tornare per tempo. La moglie incinta deve subire gli insulti dei compaesani, mentre solo Charles pensa che sia successo qualcosa di brutto all'amico e va a cercarlo.
- Guest Star: Alan Fudge (Joseph Coulter), Julie Cobb (Trudy Coulter), Art Lund (Tom Jorgenson), Ted Gehring (Ed Stacy), Wayne Heffley (Sig. Kennedy), Lew Brown (Sig. Leadbettor)

## L'indiano ribelle
- Titolo originale: Survival
- Diretto da: William F. Claxton
- Scritto da: John Hawkins e Preston Wood (soggetto); John Hawkins (sceneggiatura)

### Trama
La famiglia Ingalls di ritorno da Mankato viene sorpresa da una improvvisa tormenta di neve e trova riparo in una baita abbandonata. I viveri non sono sufficienti e Charles è costretto ad uscire per andare a procurarsene, venendo salvato dall'assideramento da un indiano a cui qualcuno dà la caccia...
- Guest Star: Jack Ging (Agente Anders), Carl Pitti (Agente Hill), Robert Tessier (Jack Cavallo Zoppo)

## Avventura in paese
- Titolo originale: To See the World
- Diretto da: Michael Landon
- Scritto da: Gerry Day

### Trama
Johnny Johnson si sente oppresso dal padre e decide di andare a vedere il mondo, suggestionato dai racconti del signor Edwards. Sarà proprio lui, sentendosi responsabile, a seguire il ragazzo per convincerlo a tornare a casa.
- Guest Star: Mitch Vogel (Johnny Johnson), Jane Alice Brandon (Mimì Monroe), James Griffith (uno degli uomini al saloon)

## Gara di taglialegna
- Titolo originale: Founder's Day
- Diretto da: William F. Claxton
- Scritto da: Byron Twiggs e Ward Hawkins (soggetto); Ward Hawkins e John Hawkins (sceneggiatura)

### Trama
Il signor Tyler non accetta di essere invecchiato e vuole nuovamente vincere la gara di taglialegna a cui partecipa anche Charles.
Quando Ingalls sta per vincere, la signora Tyler gli parla del marito a cuore aperto...
- Guest Star: Forrest Tucker (Jim Tyler), Ann Doran (Helen Tyler)